# Скляров, Александр Валерьевич
Александр Валерьевич Скляров (18 ноября 1971, Чимкент, Казахская ССР, СССР) — советский, казахстанский и российский футболист, играл на позициях защитника и полузащитник.

## Карьера

### Клубная
Начинал профессиональную карьеру в родном Чимкенте в 1988 году (в команде «Мелиоратор»). После распада СССР перешёл в «Кайрат», однако через 1,5 года вернулся в родной город и играл за команду, переименованную к тому времени в «Жигер». В 1994 году перебрался в «Балтику». 31 мая 1997 года в домашнем матче против «КАМАЗ-Чаллы» дебютировал в Высшей лиге, выйдя на 65-й минуте встречи на замену Дмитрию Силину. Далее играл за «Лада-Град» и «Уралмаш», после чего вернулся в Казахстан. В начале 1999 года играл за «Кайсар», летом перебрался в «Синтез», который ранее назывался «Ордабасы». В 2000 году снова вернулся в «Балтику». В 2001 году играл за «Актобе-Ленто». В 2003 году выступал за «Тараз». Завершал же карьеру в 2004 году в родном «Ордабасы», проведя 14 матчей в чемпионате Казахстана.

### Международная
В 1992 году в период суверенитета дебютировал в национальной сборной Казахстана, в 1997 году провёл второй матч в составе сборной.